# Ісовіста 3
Ісовіста 3 (англ. Esowista 3) — індіанська резервація в Канаді, у провінції Британська Колумбія, у межах регіонального округу Елберні-Клекват.

## Населення
За даними перепису 2016 року, індіанська резервація нараховувала 94 особи, показавши скорочення на 46,6%, порівняно з 2011-м роком. Середня густина населення становила 977,1 осіб/км².
З офіційних мов обидвома одночасно володіли 5 жителів, тільки англійською — 85. Усього 5 осіб вважали рідною мовою не одну з офіційних, з них усі — одну з корінних мов.
Працездатне населення становило 68,8% усього населення, рівень безробіття — 18,2%.

## Клімат
Середня річна температура становить 9,5°C, середня максимальна – 18,5°C, а середня мінімальна – 0,5°C. Середня річна кількість опадів – 3 255 мм.
| Клімат поселення                              | Клімат поселення | Клімат поселення | Клімат поселення | Клімат поселення | Клімат поселення | Клімат поселення | Клімат поселення | Клімат поселення | Клімат поселення | Клімат поселення | Клімат поселення | Клімат поселення | Клімат поселення |
| Показник                                      | Січ.             | Лют.             | Бер.             | Квіт.            | Трав.            | Черв.            | Лип.             | Серп.            | Вер.             | Жовт.            | Лист.            | Груд.            |                  |
| Середній максимум, °C                         | 8,50             | 9,36             | 10,14            | 12,06            | 14,85            | 17,20            | 17,94            | 18,46            | 16,93            | 13,11            | 9,73             | 7,73             |                  |
| Середня температура, °C                       | 4,53             | 5,41             | 6,13             | 8,09             | 10,88            | 13,23            | 14,95            | 15,45            | 13,93            | 10,10            | 6,73             | 4,73             |                  |
| Середній мінімум, °C                          | 0,54             | 1,44             | 2,16             | 4,09             | 6,90             | 9,23             | 11,94            | 12,45            | 10,91            | 7,10             | 3,73             | 1,74             |                  |
| Норма опадів, мм                              | 452              | 354              | 342              | 256              | 156              | 124              | 75               | 89               | 139              | 365              | 465              | 438              |                  |
| Середньомісячна швидкість вітру, м/с          | 4.83             | 4.40             | 4.58             | 4.40             | 4.19             | 4.03             | 3.80             | 3.50             | 3.40             | 4.01             | 4.79             | 4.83             |                  |
| Середньомісячна сонячна радіація, кДж/м²·день | 3078             | 5807             | 9678             | 14326            | 18159            | 19392            | 19674            | 16794            | 12658            | 6947             | 3543             | 2436             |                  |
| --------------------------------------------- | ---------------- | ---------------- | ---------------- | ---------------- | ---------------- | ---------------- | ---------------- | ---------------- | ---------------- | ---------------- | ---------------- | ---------------- | ---------------- |
| Джерело:                                      |                  |                  |                  |                  |                  |                  |                  |                  |                  |                  |                  |                  |                  |